# Chocótapaculo
Der Chocótapaculo (Scytalopus chocoensis) zählt innerhalb der Familie der Bürzelstelzer (Rhinocryptidae) zur Gattung Scytalopus.
Früher wurde die Art mit dem Nariñotapaculo (Scytalopus vicinior) zusammen als konspezifisch angesehen.
Die Art kommt in Ecuador, Kolumbien und Panama in der Tumbes-Chocó-Magdalena-Region vor.
Das Verbreitungsgebiet umfasst dichtes Unterholz feuchter, meist Primärwälder, gelegentlich auch Waldränder in 350–1450 m Höhe. Weiter oberhalb findet sich der Lebensraum des Nariñotapaculos (Scytalopus vicinior), auf dem Cerro Tacarcuna im Nationalpark Darién der des Tacarcunatapaculos (Scytalopus panamensis).
Das Artepitheton bezieht sich auf das Verbreitungsgebiet im Departamento del Chocó.

## Merkmale
Der Vogel ist etwa 11 cm groß, das Männchen wiegt zwischen 19 und 23, das Weibchen zwischen 17 und 20 g. Dieser relativ kleine Tapaculo hat einen kräftigen Schnabel und dunkel gebänderte Flanken. Beim Männchen ist die Oberseite dunkelgrau, die Kopffedern haben angedeutet dunkle Spitzen, der Schwanz ist schwärzlich, auf der Unterseite grau. Die Kehle ist hellgrau, auf der Brust können helle Flecken zu sehen sein. Flanken und die Unterseite sind dunkel rotbraun mit schwärzlichen Querstreifen. Die Iris ist dunkelbraun, der Schnabel ist schwarz oder schwärzlich, die Füße sind vorne und außen schwarzbraun bis schwärzlich, hinten und innen graubraun bis dunkelbraun. Ein blasser Überaugenstreif fehlt beim Männchen. Von anderen Vögeln des Unterholzes unterscheidet sich die Art durch die Bänderung der Flanken.
Das Weibchen ist brauner als das Männchen und etwas heller rotbraun. Jungvögel sind überwiegend braun auf der Oberseite.
Die Art ist monotypisch.

## Stimme
Der Ruf wird als laut, langanhaltend, ziemlich schnell, typischerweise ruckelnd und anfangs rascher werdend, dann wieder langsamer oft über mehr als 30 s „p‘du, pi, pi, pi pi“ beschrieben, langsamer als der Ruf des Silberbrauentapaculos (Scytalopus argentifrons).

## Lebensweise
Die Art lebt ziemlich versteckt. Die Nahrung besteht hauptsächlich aus kleinen Insekten, die in Erdbodennähe gejagt werden.
Über die Brutzeit ist wenig bekannt.

## Gefährdungssituation
Der Bestand gilt als nicht gefährdet (Least Concern).